# Здоле (Козє)
Здоле (словен. Zdole) — поселення в общині Козє, Савинський регіон, Словенія. Висота над рівнем моря: 425,1 м. 